# 古坑鄉
古坑鄉，舊稱「庵古坑」，位於臺灣雲林縣東南端，地勢東高西低，東側以阿里山山脈為制高點，西側則為以石牛溪為主的沖積平原及嘉南平原，北接斗六市，東北臨南投縣竹山鎮，東毗嘉義縣阿里山鄉，南鄰嘉義縣梅山鄉，西與西南毗斗南鎮、嘉義縣大林鎮，為雲林縣面積最大、少數有山地、人口密度最低的鄉鎮，亦為雲林縣唯一一個面積逾100平方公里的行政區。著名的劍湖山世界坐落於此，以全國數一數二多的落雷及生產古坑咖啡而聞名。

## 歷史沿革
古坑舊稱為「庵古坑」，1920年（大正九年）改稱為古坑。庵字意指茅草屋的意思，古坑鄉原始居民大多來自漳州府南靖縣，南靖縣有許多客家人族群，當地有許多的地名也以庵為開頭，故庵古坑有傳承原鄉之意。另古坑鄕中央區域，像是一個大盆地，從高處看就像一個古老的大坑洞一樣，所以名為古坑。
早於日治時期開始，日本人就開始在荷包山栽種多達三百公頃的「阿拉比卡」品種咖啡，由於品質優良，更獲選當時進貢日本天皇的重要經濟作物。

## 人口
根據雲林縣斗南戶政事務所及內政部戶政司統計，2024年底古坑鄉戶數約1.2萬戶，人口約3萬人，人口密度每平方公里約177人，是雲林縣人口密度最低的鄉鎮，鄉內人口最多與最少的村分別是東和村與華南村，2024年底兩村人口分別為3,544人與265人，其中華南村也是雲林縣人口最少的村里。

## 政治

### 歷任首長
| 屆次(任次)   | 姓名   | 經歷                                                                 |
| ------------ | ------ | -------------------------------------------------------------------- |
| 第1任        | 吳桂春 | 官派。曾任學校訓導、書記、庄長。                                     |
| 第2任        | 黃朝文 | 鄉民代表推選。曾任學校訓導。                                         |
| 第3任        | 黃朝文 | 鄉民代表推選。連任。                                                 |
| 第1屆        | 黃朝文 | 民選首屆。                                                           |
| 第2屆        | 黃朝文 | 連任。                                                               |
| 第3屆        | 黃朝文 | 連任。                                                               |
| 第4屆        | 吳威禮 | 曾任國民學校校長、雲林縣政府督學。                                   |
| 第5屆        | 吳威禮 | 連任。                                                               |
| 第6屆        | 韓國勛 | 曾任古坑鄉副鄉長、總幹事、書記、雇員。                               |
| 第7屆        | 吳新敬 | 曾任古坑鄉公所秘書、技士、課員。                                     |
| 第8屆        | 吳新敬 | 連任。                                                               |
| 第9屆        | 蔡文章 | 曾任古坑鄉民代表會主席、雲林縣政府社會局專員。                       |
| 第10屆       | 蔡文章 | 連任。                                                               |
| 第11屆       | 黃燦昭 | 曾任雲林縣政府水利處技正、古坑果菜市場股份有限公司董事長。           |
| 第12屆       | 黃燦昭 | 連任。                                                               |
| 第13屆       | 謝淑亞 | 曾任雲林青溪婦聯會主任委員、宏碁電腦部主任。                         |
| 第14屆       | 謝淑亞 | 連任。後任雲林縣議員、雲林縣農會總幹事、斗六市市長、雲林縣副縣長。   |
| 第15屆       | 林慧如 | 曾任四屆雲林縣議員。                                                 |
| 第16屆       | 林慧如 | 連任。後任雲林縣勞工處處長、雲林縣農業處處長、農村發展基金會執行長。 |
| 第17屆       | 黃意玲 | 曾任雲林縣電腦商業同業公會理事、經濟部商業司電子商務營運管理師。     |
| 第18屆       | 沈勝騰 | 曾任古坑鄉鄉民代表會副主席、崁頭厝老人會會長、崁頭厝振興宮委員。     |
| 第19屆(現任) | 林慧如 | 三度擔任古坑鄉鄉長。                                                 |

### 鄉政組織
古坑鄉公所是古坑鄉最高層級的地方行政機關，在中華民國政府架構中為鄉自治的行政機關，同時負責執行縣政府及中央機關委辦事項，古坑鄉的自治監督機關為雲林縣政府。鄉長由全體鄉民直接選舉產生，任期為四年，可連選連任一次。古坑鄉公所並置鄉政會議，為鄉政最高決策機構，在鄉長之下，設有5課4室等9個內部單位及5個附屬機關。
古坑鄉民代表會是古坑鄉的最高民意機關，代表古坑鄉全體鄉民立法和監察鄉政。鄉民代表由公民直選選出，任期為四年，可連選連任。古坑鄉民代表會共有11位鄉民代表，分別為第一選區（北五村）4席鄉民代表、第二選區（中六村）4席鄉民代表、第三選區（南四村）2席鄉民代表、第四選區（山五村）1席鄉民代表，主席、副主席由11位鄉民代表互選產生。

### 行政區

1 草嶺村，2 樟湖村，3 桂林村，4 華山村，5 華南村，6 崁腳村，7 麻園村，8 永昌村，9 永光村，10 古坑村，11 湳仔村，12 西平村，13 朝陽村，14 田心村，15 水碓村，16 高林村，17 荷苞村，18 東和村，19 新庄村，20 棋盤村

現今古坑鄉行政範圍的確立，來自於1920年，日本將臺灣十二廳改為五州二廳，設古坑庄屬臺南州斗六郡:821、822。古坑庄轄水碓、高厝林子頭、溪邊厝、新庄、棋盤厝、大湖底、苦苓腳、崁腳、樟湖、草嶺、崁頭厝、麻園、古坑等13個大字:822－823。1946年1月，改為「古坑鄉」，屬臺南縣斗六區。1950年，調整行政區域，古坑鄉改隸新成立的雲林縣:830。
古坑鄉共轄20個村，其行政區域分布情形為：
| 次分區 | 村名   | 村名   | 村名   | 村名   | 村名   | 村名   |
| ------ | ------ | ------ | ------ | ------ | ------ | ------ |
| 北五村 | 高林村 | 東和村 | 新村   | 荷苞村 | 棋盤村 |        |
| 中六村 | 水碓村 | 田心村 | 古坑村 | 湳仔村 | 西平村 | 朝陽村 |
| 南四村 | 永光村 | 崁腳村 | 麻園村 | 永昌村 |        |        |
| 山五村 | 華山村 | 桂林村 | 華南村 | 草嶺村 | 樟湖村 |        |

### 警政治安
- 內政部警政署國道公路警察局第八隊（古坑分隊）
- 雲林縣警察局斗南分局
  - 古坑分駐所
  - 永光派出所
  - 東和派出所
  - 華山派出所
  - 樟湖派出所
  - 草嶺派出所

## 教育

### 大專院校
- 中華科技大學雲林校區

### 高級中學
- 雲林縣私立福智高級中學（設有中、小學）
- 雲林縣立古坑華德福實驗高級中學（設有中、小學）

### 國民中學
- 雲林縣立古坑國民中小學（設有小學）
- 雲林縣立樟湖生態國民中小學（設有小學）
- 雲林縣立東和國民中學

### 國民小學
- 雲林縣古坑鄉東和國民小學
- 雲林縣古坑鄉華南國民小學
- 雲林縣古坑鄉華山國民小學
- 雲林縣古坑鄉新光國民小學
- 雲林縣古坑鄉永光國民小學
- 雲林縣古坑鄉水碓國民小學
- 雲林縣古坑鄉棋山國民小學
- 雲林縣古坑鄉桂林國民小學
- 雲林縣古坑鄉興昌國民小學
- 雲林縣古坑鄉草嶺生態地質國民小學

## 文化

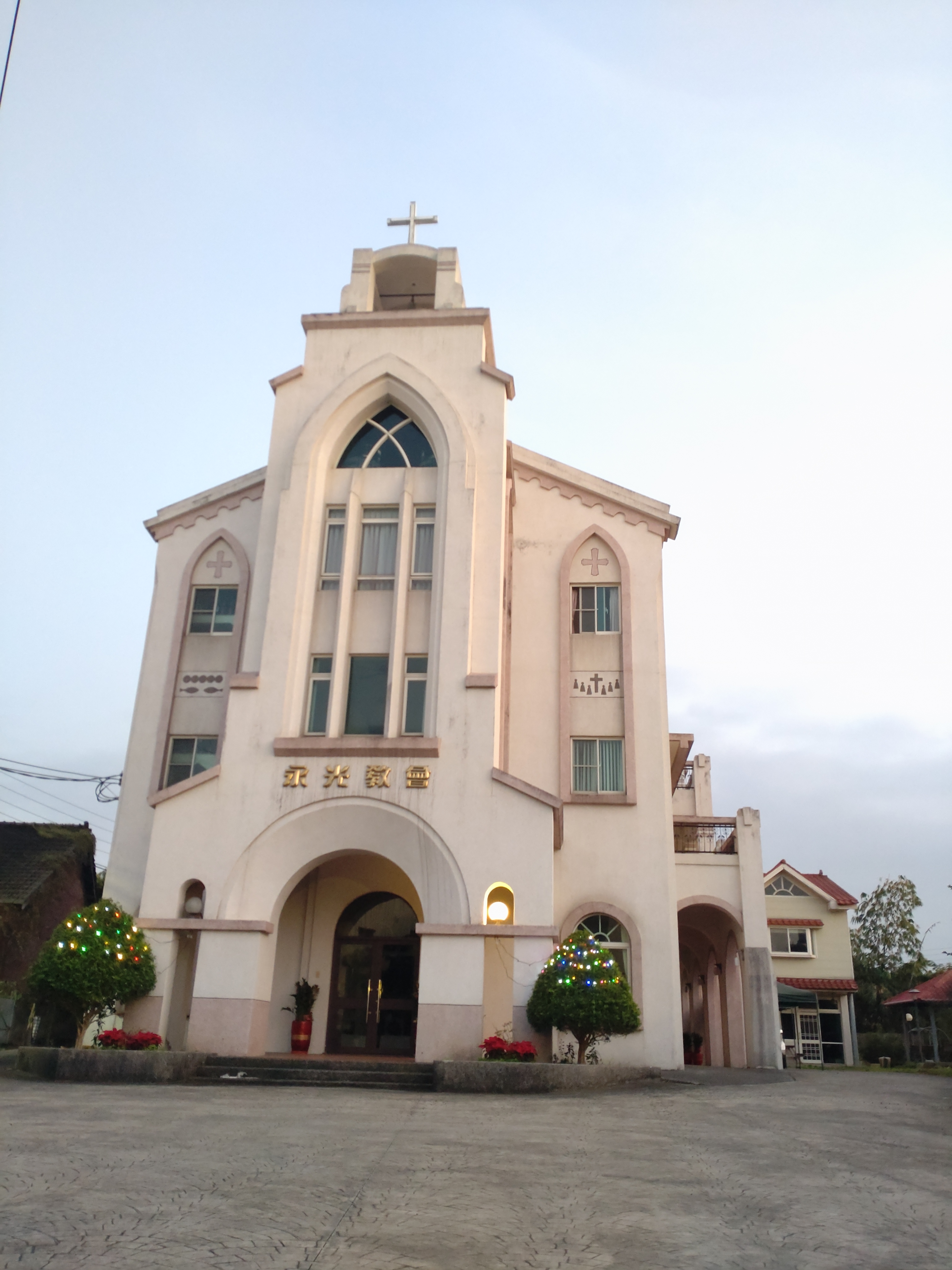
台灣基督長老教會嘉義中會永光教會
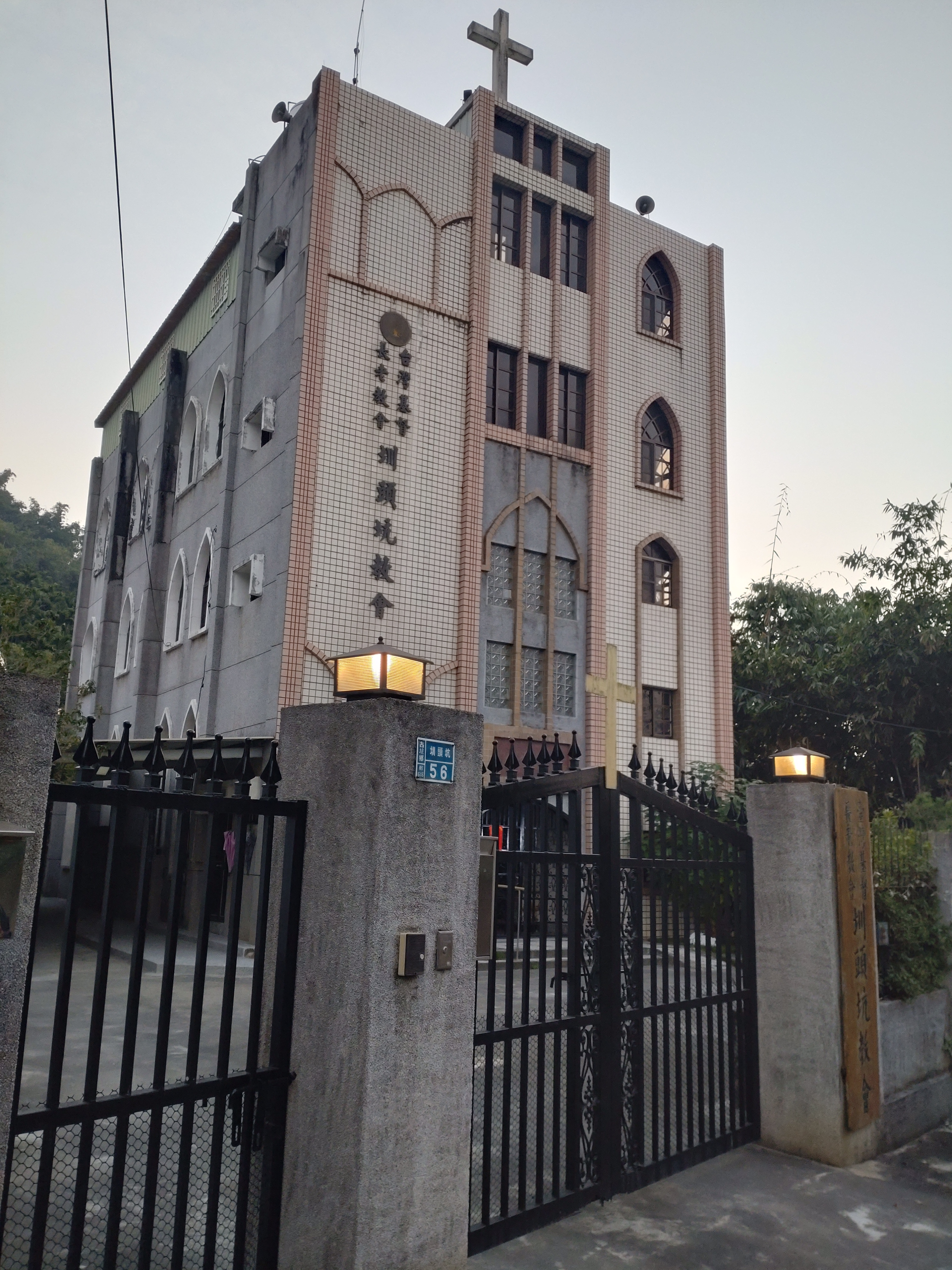
台灣基督長老教會嘉義中會圳頭坑教會

## 交通運輸
古坑鄉的交通主要仰賴公路，境內除了在2013年之前曾有的國道三號古坑收費站，尚有連結國道三號與台78線的古坑系統交流道、兩個同名的古坑交流道（國道三號與台78線），以及國道三號古坑服務區，是全國第一個同時擁有系統交流道、交流道、服務區、收費站的三級行政區。

### 鐵路
縱貫鐵路並無行經古坑鄉轄內。原有台灣糖業鐵路斗六糖廠永光線（斗六＝崁頭厝）已經停駛，存有湳子車站等若干遺跡。
- 斗六車站下車轉客運至古坑
- 斗南車站可乘台西客運可直接到達華山

### 公路

#### 國道
- 國道三號（福爾摩沙高速公路）
  - 古坑系統交流道（269，連接台78線）
  - 古坑交流道（南下出口與古坑系統合併，北上出口271）
  - 古坑收費站（273，已於2013年國道實施計程收費後拆除）
  - 古坑服務區（276）

#### 省道
- 台3線：斗六市－古坑鄉－嘉義縣梅山鄉
- 台78線（東西向快速道路 台西－古坑段）
  - 古坑交流道（39）
  - 古坑系統交流道（43，連接國道三號）

#### 縣道
- 縣道149號：嘉義縣梅山鄉－古坑鄉－南投縣竹山鎮
  - 縣道149甲線：斗六市－古坑鄉
  - 縣道149乙線：南投縣竹山鎮－古坑鄉
- 縣道154乙線：斗六市－古坑鄉
- 縣道158甲線：斗南鎮－古坑鄉－南投縣竹山鎮
- 縣道158乙線：斗南鎮－古坑鄉

#### 鄉道
- 雲188線
  - 雲188-1線
- 雲193線
- 雲194線
- 雲198線
  - 雲198-1線
- 雲199線
- 雲200線
- 雲201線
  - 雲201-1線
- 雲202線
- 雲203線
- 雲204線
- 雲205線
- 雲206線
- 雲207線
- 雲208線
- 雲209線
- 雲210線
- 雲212線
  - 雲212-1線
- 雲213線
- 雲215線
  - 雲215-1線
- 雲216線
- 雲217線
- 雲220線
  - 雲220-1線

### 公車資訊
- 嘉義客運
  - Y01 斗六車站－華山咖啡大街（經由劍湖山世界、綠色隧道、雲林科技大學；台灣好行斗六古坑線）
- 臺西客運
  - 701 斗六－荷包厝－草嶺
  - 7106 斗南－華山
  - 7113 斗南－東耕－大湖口
  - 7121 斗六－石橋－清水溪橋
  - 7125 斗六－東和－梅山
  - 7126 斗六－崙峰－梅山
  - 7129 斗六－苦苓腳
  - 7131 斗六－梅林
- 員林客運
  - 6722 竹山－內湖－草嶺

## 旅遊

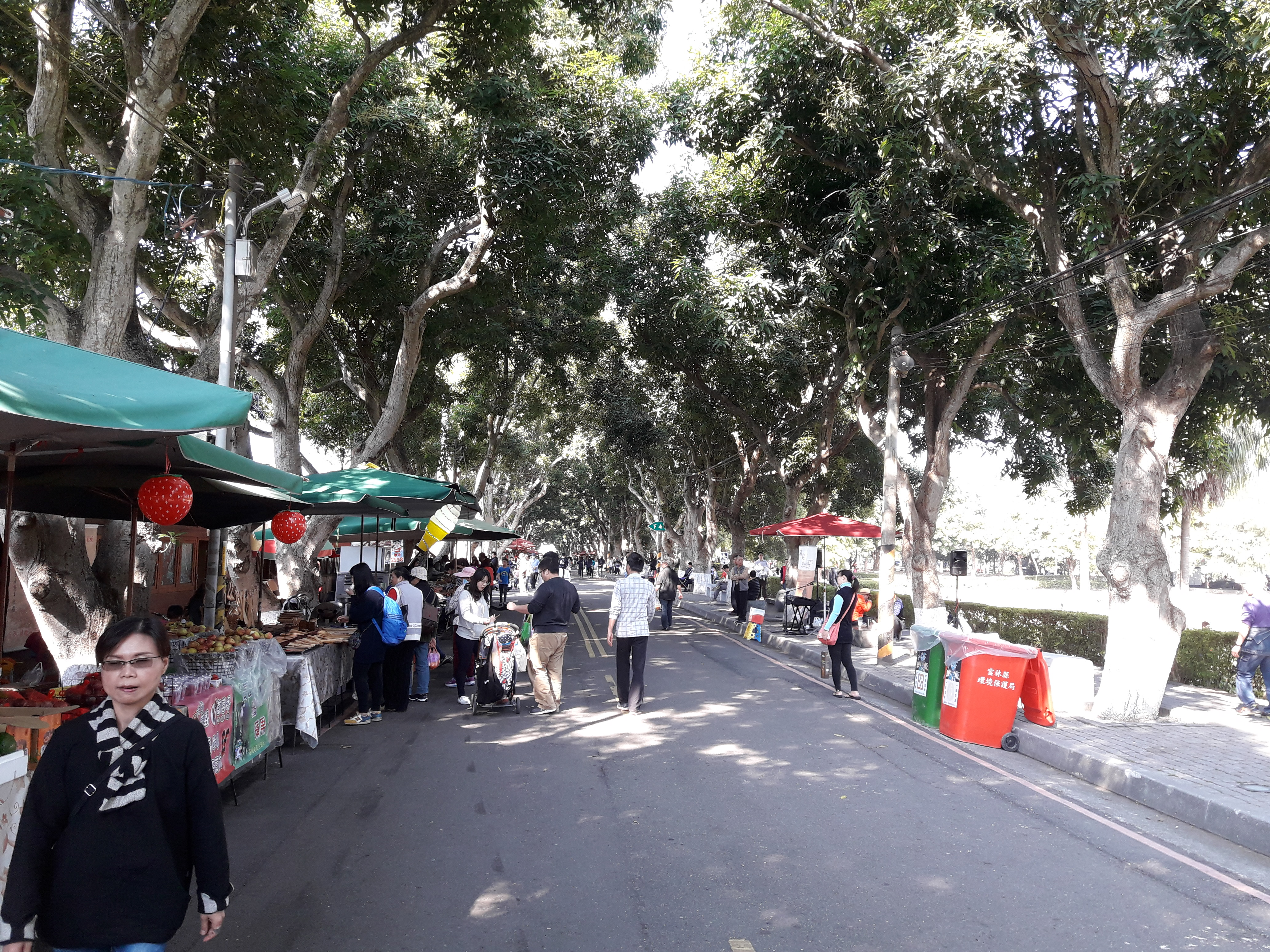
綠色隧道

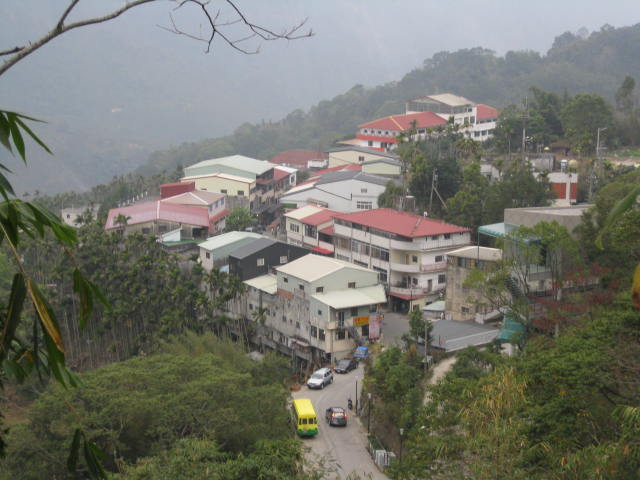
草嶺

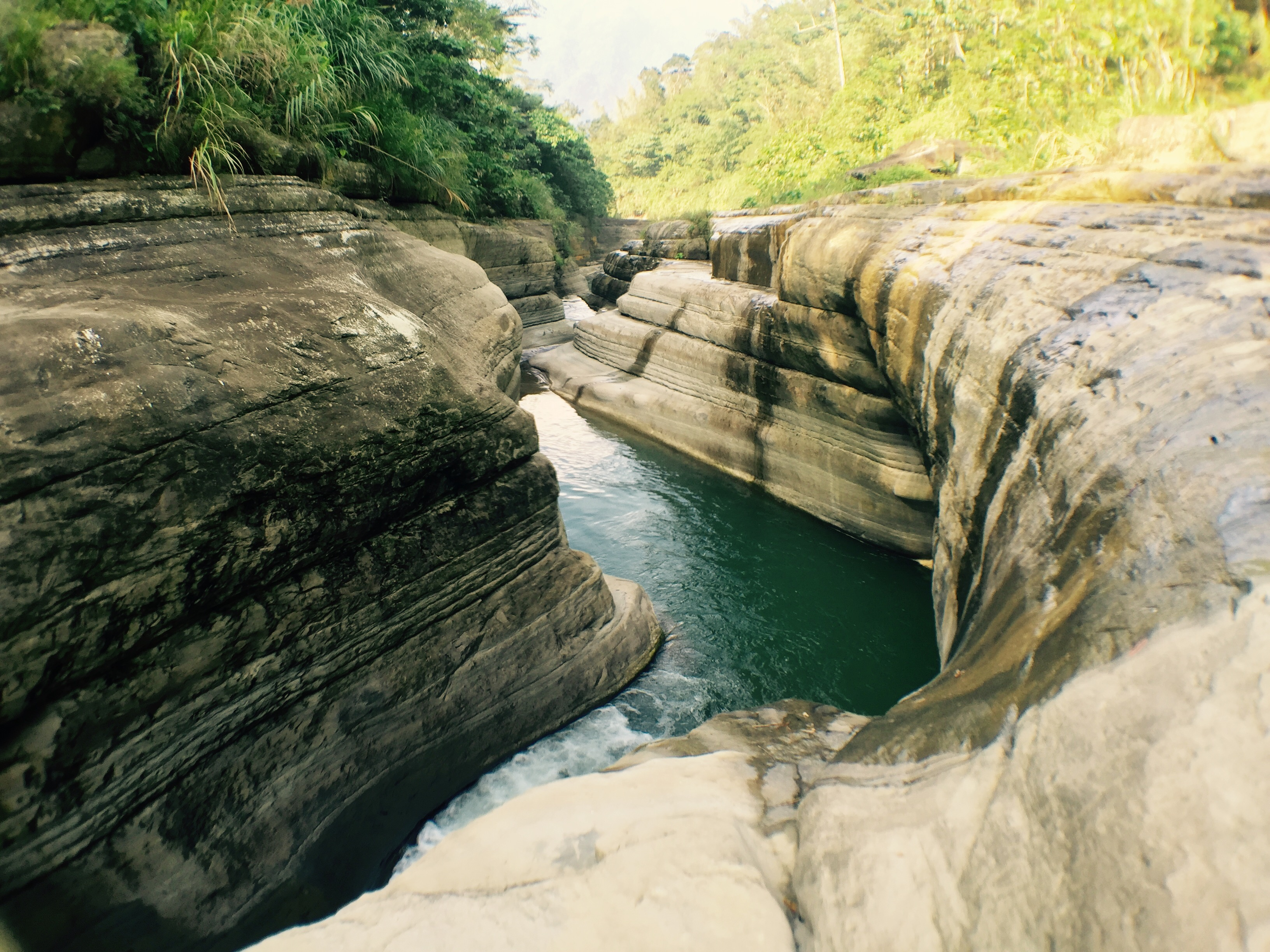
萬年峽谷

- 古坑嘉興宮
- 石壁風景區
- 小天梯
- 水濂洞瀑布
- 連心池瀑布
- 蓬萊瀑布
- 五元兩角
- 草嶺
- 樟湖
- 草嶺國小
- 樟湖生態國中小
- 華山風景區
- 華山咖啡大街
- 華山咖啡展示園區
- 永光故事屋
- 劍湖
- 劍湖山世界
- 和園
- 萬年峽谷
- 九芎神木
- 荷蘭井
- 福祿壽酒廠
- 荷苞山
- 蜜蜂故事館
- 綠色隧道
- 古坑慈靈宮
- 雲林縣二二八紀念碑
- 新庄茄苳公
- 東和茄苳公
- 古坑好農園區
- 咖啡故事館
- 蘿莎玫瑰莊園
- 珍粉紅城堡 鹿角村

## 特產
- 咖啡：古坑鄉的位置與巴西頂級咖啡生長環境，同屬赤道咖啡源，因而蘊育出了臺灣聞名的古坑咖啡。
- 高山茶
- 柑橘
- 苦茶油
- 竹筍

## 外部連結
- 古坑鄉公所 （页面存档备份，存于）
- YouTube上的古坑鄉公所頻道
- 古坑數位機會中心的Facebook專頁

23°39′N 120°34′E / 23.650°N 120.567°E